# Паризи, Андреа
Андреа Паризи (настоящее имя и фамилия — Андре Марсель Анриетта Паризи) (фр. Andréa Parisy; 4 декабря 1935, Леваллуа-Перре, О-де-Сен — 27 апреля 2014, Париж) — французская актриса кино, театра и ТВ.

## Биография
Окончила актерскую студию. С 1954 года снималась в кино. Играла в фильмах ведущих французских режиссёров Марка Аллегре, Анри Вернёя, Жана Деланнуа, Марселя Карне, Жерара Ури, Робера Дери, Ива Сиампи и других.
Играла в театре (в том числе в Театре Буфф-Паризьен). Снималась на телевидении.
Она умерла 27 апреля 2014 года в возрасте 83 лет от продолжительной болезни. Похоронена на кладбище Пер-Лашез .

## Избранная фильмография
- 1953 — Рабыня
- 1953 — Ночные компаньоны
- 1954 — Служебная лестница — дочь Гримальди
- 1954 — Будущие звёзды
- 1956 — Малютки у простофили — Пэт, дочь Стефана и Изабель
- 1956 — Париж, Палас Отель — маникюрша
- 1958 — Обманщики — Кло
- 1959 — Улица Монмартр, 125 — Екатерина Баррач
- 1961 — Свидание — Дафна
- 1962 — Фоторобот — Клотильда
- 1963 — Сто тысяч долларов на солнце — Пепа, молодая женщина, которая путешествует с Рокко
- 1963 — Драже с перцем — стриптизерша
- 1965 — Кутилы (новелла «Судебный процесс») — Люсетта, баронесса Сейшельских островов
- 1966 — Большая прогулка — сестра Мари-Одиль (озвучание — Зоя Толбузина)
- 1968 — Майерлинг — принцесса Стефания
- 1968 — Маленький купальщик — Мари-Беатрис Форшом (озвучание — Мария Виноградова)
- 1969 — Слоган — Франсуаза
- 1989 — Сила страсти — Мариша
- 1999 — Только не скандал
- 2001 — Комиссар Наварро (телесериал) — Романа